# District de Gießen
Le district de Gießen (en allemand Regierungsbezirk Gießen) est une des trois circonscriptions allemandes (Regierungsbezirke) du land de Hesse.
Son chef-lieu est Gießen.
Le district correspond à la région de Hesse centrale (en allemand Mittelhessen).

## Situation géographique
Le district de Gießen a une frontière avec les Lands de Rhénanie-du-Nord-Westphalie et de Rhénanie-Palatinat. 
Cours d'eau : Lahn, Dill.

## Administration territoriale
Le district comprend six arrondissements et une ville-arrondissement, dont 70 communes :

### Arrondissements
1. Lahn-Dill : 23 communes
2. Giessen : 18 communes
3. Limburg-Weilburg : 19 communes
4. Marbourg-Biedenkopf : 22 communes
5. Vogelsberg : 19 communes